# Goumbou
Goumbou és una població de Mali capçalera de la comuna rural d'Ouagadougou, al cercle de Nara, regió de Koulikoro. El 2005 consta amb una població de 9.898 habitants (prop de la meitat dels habitants del municipi).
De situació remota cap al nord, la població és soninke. La ciutat ha hagut de lluitar sempre per l'aigua, ja que en té una gran manca i els intents de fer pous o fonts a la ciutat han fracassat. El 1965 es va constatar que el 24% de la població de la zona eren descendents d'esclaus i donat que el 1906 hi va haver un èxode important d'esclaus de la població cap altres llocs (sobretot les regions de Kita i Bamako), el percentatge és encara prou alt (sobre una població total de 66.947 habitants).

## Història
La tradició diu que la ciutat fou fundada el mateix any de l'hègira (622) per dos germans bessons, Boubou i Toumani. Anteriorment estava habitada pels kagolos (paraula que equival a "aborígens") que tenien com ancestre comú a Maghan Camara i van acabar emigrant quasi tots al sud, a Niani (avui Guinea). Goumbou fou la primera capital de l'Imperi de Ghana. Fou la seu d'una brillant civilització islàmica; d'arreu arribaven joves que s'hi volien instruir. Des de la ciutat es va propagar el islam cap a les regions meridionals de Mali. La mesquita hauria estat construïda el 1028 i fou la primera que va existir al que avui és Mali; el primer imam fou Abdrahamane Ibn Abass i venia de la Meca. Germans seus van ser imams a Chouala i a Dia. 
El cèlebre historiador Mahamud Kati, autor del tarik al-Fetach, va néixer de mare soninke a Goumbou; el seu pare Ali Ben Ziad, un andalusí de Toledo exiliat a Tombuctú va anar a Goumbou on es va casar amb Kadidiatou Sylla Mint Boubacar i d'aquest matrimoni van néixer (tots a Goumbou) Ismaël Ibrahim, Rakiya i Mahamoud Kati. Mohamed Sylla, germà de Kadidiatou Sylla, va marxar a conquerir les poblacions de Songhai per l'islam i va acabar sent proclamat Askia i entronitzat com "Touré" (en soninke un gran elefant); els descendents de l'askia foren anomenats els Touré i ell mateix fou anomenat Askia Mohamed Touré.
Un dels germans de Mohamed Kati va transportar els arxius de Goumbou a Tombouctou després de la mort d'Ali Ben Ziad. Els arxius, ja a Tombuctú, van ser malmesos progressivament i una part es va perdre; havien estat conduïts a Tombuctú per estar més protegits de les ràtzies. Ali ben Ziad va morir a Ouroguiya (Mopti), i serà enterrat a Tombouctou al costat del seu amic Ahmed Baba tal com desitjava. Un dels descendents de Kati, el Profesor Diadié Haidara estaria en possessió de la major part d'obres del Tarik al-Fetach.
Al segle xix s'estimava una població d'entre 1000 i 1500 esclaus per un total de més de 5000 habitants (entre un 20% i un 30% de la població). Els esclaus havien de servir al cap de família, als seus germans i als seus fills i estar sempre disponibles. La sequera de 1899-1901 va iniciar una emigració important que va seguir en els següents anys, però vers el 1916 ja començava a revertir-se i molts tornaven a la població.
El tinent Marchand va sortir de Kayes el 21 d'octubre de 1889 amb un escamot de spahis (tinent Hardiviller) i va reclutar a Kita, Koundou i Bamako grups indígenes amb els quals va formar una companyia de tiradors auxiliars (sotstinent Charbonnié). Va baixar llavors per la riba esquerra del Níger fins a Nyamina i, a través de Banamba, va arribar a Koumion se li va unir el doctor Neyret com adjunt al seu destacament. Alertat allí que Ahmadu buscava retirar-se a Macina per Goumbou i Sokolo, va avançar al nord-est cap a Damfa i Goumbou, cobert per la seva esquerra pels contingents bambares del Bélédougou que eren a Balé, capital del Bakhounou. Ahmadu mai va poder escapar per aquesta ruta i va haver d'anar més al nord-est fins a Nampala. Fou la primera vegada que els francesos es van acostar a Goumbou.
Ahmadu va poder arribar a Macina on des de 1891 va instigar a la revolta contra França a les poblacions indígenes, especialment a Goumbou on els habitants havien agafat les armes i l'intent del sotstinent Canrobert (vingut des de Nioro amb 25 spahis) va fracassar i va haver de retirar-se, constatant-se que no hi havia prou efectius al cercle de Nioro per posar fi a la revolta.
El 1893 els francesos van annexionar Goumbou i la van convertir en capital d'un cercle. Fou aviat capital de la regió Nord del Sudan Francès (traslladada des de Nioro). Els seus límits foren modificats el 31 de desembre de 1914.
El cap local Bakari Doucouré, va morir el 2003 i el prefecte va refusar designar un nou cap local fins l'aprovació de la llei sobre caps locals que s'estava discutint; la llei fou aprovada per l'Assemblea Nacional el 28 de juny 2006. Inicialment s'hauria nomenat a Maciré Doucouré, de 94 ans, però d'acord amb la llei calia consultar a les famílies fundadores de Goumbou (els Doucouré, Soumaré i Camara) les quals es van pronunciar per Demba Doucouré (64 anys) que finalment fou nomenat pel prefecte. Boubou Doucouré, patriarca de Goumbou, alcalde del municipi d'Ouagadou de 2004 a 2009 fou el president de la Commission d'organisation de l'investiture de Demba Doucouré. Un ancestre homònim, Boubou Doucouré, fou co-fundador de la població amb el seu germà gran Toumani Doucouré. Macire no era membre de les famílies fundadores, ja que va fundar el barri de Yassara força temps després de la fundació de Goumbou pels Doucouré i s'hi va instal·lar per la hospitalitat oferta per Toumani i Boubou Doucouré; aleshores ja exitien tres barris: Toumancounda, Farabaga i Djanguinaga. Els partidaris de Macire van al·legar que Mintou Doucouré, la mare de l'esposa de Dioncounda Traoré (president de l'Assemblea nacional) i una germana d'aquest, Alima Traoré, havien influït en el nomenament de Demba Doucouré.